# Szurdokpüspöki
Szurdokpüspöki è un comune dell'Ungheria di 1.949 abitanti (dati 2001). È situato nella contea di Nógrád.